# 私小説
私小説（わたくししょうせつ、ししょうせつ）は、日本の近代小説に見られた、作者が直接に経験したことがらを素材にして、ほぼそのまま書かれた小説をさす用語である。心境小説と呼ぶこともあるものの、私小説と心境小説は区別されることがある。日本における自然主義文学は、私小説として展開された。

## 概論
1907年（明治40年）の田山花袋「蒲団」を私小説の始まりとする説が有力であるが、平野謙は、1913年（大正2年）の近松秋江の「疑惑」と木村荘太の「牽引」を、私小説が確立した時期だとする。これらが多く自己暴露的性質を持っていたのに対し、志賀直哉の『和解』のような作風を「心境小説」と呼ぶ。客観描写ではなく、対象を見た著者の内面を描く事を主眼とした。
実際には白樺派の作品に対する揶揄として1920年代に用いられたのが始まりである。
文学史上では、絵空事のストーリーを楽しむロマン主義を否定する形で生じたリアリズム（写実主義）の極北に位置する。空想・虚構（フィクション）の要素を排して、事実を示すことで「真実を描く」という芸術の目的に達しようとした。多くの場合、作者の実体験のみに範囲を限定し、身辺や自分自身のことを語り、客観描写よりも内面描写を主としている。
その呼称から、「私」と一人称で語られるものとする解釈もあるが、三人称のものも多い。私小説の「私（わたくし）」とは「公（おおやけ）」の対語、つまり「プライベートなこと」と解することもできる。小説においては作者と作品の主人公は同一視出来ないとするのが一般的だが、私小説ではしばしば作者本人と同一視され、作者の年譜との比較検討がなされる事もある。破滅型私小説として、花袋、秋江に続く葛西善蔵、嘉村礒多、太宰治の初期作品、また調和型私小説としては、志賀の弟子筋の瀧井孝作、尾崎一雄、藤枝静男、網野菊などが挙げられる。

## 批評
小林秀雄は「私小説論」(1935年刊）で、西洋の「私」は社会化されているが、日本の「私」は社会化されていないとし「私小説は死んだ」と説いた。小林の批評は、戦後も長く影響力を保った。他方、19世紀の西洋における本格小説は通俗的であるという観点から、久米正雄は、私小説のみが純文学であると主張し、この通念も長く文壇を支配した。
私小説批判を展開したのは、戦後の中村光夫、福永武彦、中村真一郎らであり、彼らはフランスのギュスターヴ・フローベールやバルザックなどの“客観小説”を模範とした。しかし、中村光夫は後年私小説を書き、文芸批評でもそれを評価した。
伊藤整は、近代小説の根源に作家本人の告白性があると主張した。一方、平野謙は私小説には調和型と破滅型があるという考えを推し進め、実生活と芸術の二律背反による２つのタイプに分けて論じた。
1. 白樺派に基づいた、自己を掘り下げることと自分の生活を調和させる代わりに制作意欲を減退させた調和型心境小説
2. 自然主義を範とする、芸術のために私生活を破壊せざるを得なかった破滅型私小説

1960年代以降は、丸谷才一、篠田一士らの私小説批判が長く続いたため、1980年前後に村上春樹や村上龍が登場してからは、ファンタジー・SF風の純文学が隆盛を迎え、私小説は低調となったが、車谷長吉や佐伯一麦、21世紀に至り西村賢太などが現れた。一方、批評家の秋山駿は『私小説という人生』で、小谷野敦は『私小説のすすめ』で、それぞれ再評価ののろしを上げている。
海外においても、イルメラ＝日地谷・キルシュネライトは、小林の「私小説論」は論理的に読めないと批判し、鈴木登美『語られた自己』は、日本には「私小説言説」があるだけで、私小説がきちんと定義されたことはないと指摘した。実際、夏目漱石の『道草』などは明らかに私小説でありながら、自然主義派ではないという理由で慣例的に否定されてきた。大江健三郎の『個人的な体験』に始まる諸作についても同じことが言える。
「自伝的小説」との区別は曖昧だが、私小説ではない自伝的小説は海外にも見られる。小谷野は鈴木の論を受けて、西洋にもゲーテの『若きウェルテルの悩み』、トルストイの『幼年時代』『少年時代』『青年時代』、レイモン・ラディゲの『肉体の悪魔』、マルセル・プルースト、アンドレ・ジッドの『一粒の麦もし死なずば』、ヘルマン・ヘッセの『車輪の下』、ヘンリー・ミラー、ハンス・カロッサのほぼ全作品など、自身の経験に基づいた小説が多いことを挙げて、「私小説は日本独自のもの」との通説に疑問を投げかけている。
実際には、自身の体験に基づいた小説を書かない作家は、安部公房や倉橋由美子などごく少数であり、それ以外は大衆小説になっている（『小説「私小説」』の中で、私小説しか認めない老大家を諷刺した筒井康隆にも『騒春』など自身の体験に基づく小説がある）。また三島由紀夫の『仮面の告白』やラディゲの『肉体の悪魔』など、のちの研究で自伝的小説と判明した作品もある。
さらに、トーマス・マン『ブッデンブローク家の人々』や、島崎藤村『夜明け前』、北杜夫『楡家の人びと』のように自身の家系を描いたものがある。ほかに、村上春樹『風の歌を聴け』を例にとると、この作品は村上の実体験に基づいているとする分析ができて、推理小説、歴史小説、ファンタジー、SFなどを除いていくと、自伝的でない純文学を見出すのはかなり困難になる。

## 日本の主な作家・作品
［注］ここでは、単に「自伝的要素が主柱となっているもの」という基準で選別している。表現方法は本来の私小説とはかなり違うものが多い。
- 森鷗外『半日』『ヰタ・セクスアリス』
- 夏目漱石『道草』
- 田山花袋『蒲団』『生』『妻』『時は過ぎゆく』『百夜』
- 徳田秋声『黴』『仮装人物』
- 島崎藤村『春』『家』『新生』『分配』
- 岩野泡鳴『耽溺』『放浪』
- 近松秋江『別れたる妻に送る手紙』『黒髪』
- 正宗白鳥『泥人形』
- 森田草平『煤煙』
- 志賀直哉『城の崎にて』『大津順吉』『和解』
- 宮地嘉六『煤煙の臭い』
- 加能作次郎『世の中へ』
- 相馬泰三『荊棘の路』
- 谷崎潤一郎『異端者の悲しみ』『痴人の愛』『蓼喰ふ虫』
- 葛西善蔵『子をつれて』『哀しき父』『椎の若葉』
- 室生犀星『幼年時代』『性に目覚める頃』『杏つ子』
- 藤澤清造『根津権現裏』
- 宇野浩二『苦の世界』『思い川』
- 広津和郎『神経病時代』『やもり』『師崎行』
- 佐藤春夫『田園の憂鬱』『この三つのもの』
- 瀧井孝作『無限抱擁』『松島秋色』
- 牧野信一『父を売る子』『心象風景』
- 嘉村礒多『業苦』『崖の下』
- 横光利一『春は馬車に乗って』『厨房日記』『夜の靴』
- 宮本百合子『伸子』『二つの庭』『播州平野』『風知草』
- 島田清次郎『地上』『母と子』
- 川端康成『葬式の名人』『南方の火』『篝火』『伊豆の踊子』『十六歳の日記』『少年』
- 尾崎一雄『暢気眼鏡』『虫のいろいろ』
- 網野菊『ゆれる葦』『さくらの花』
- 梶井基次郎『檸檬』『城のある町にて』
- 川崎長太郎『抹香町』『鳳仙花』
- 中野重治『村の家』『小説の書けぬ小説家』
- 上林暁『聖ヨハネ病院にて』『白い屋形船』
- 坂口安吾『風と光と二十の私と』『真珠』
- 外村繁『夢幻泡影』『澪標』
- 田畑修一郎『鳥羽家の子供』
- 島木健作『赤蛙』
- 小林多喜二『東倶知安行』
- 林芙美子『放浪記』
- 円地文子『朱を奪うもの』『傷ある翼』『虹と修羅』
- 木山捷平『耳学問』『大陸の細道』
- 太宰治『津軽』『富嶽百景』『姥捨』
- 幸田文『黒い裾』『崩れ』
- 丹羽文雄『鮎』『青麦』
- 原民喜『夏の花』
- 和田芳恵『暗い流れ』『接木の台』
- 耕治人『一条の光』『天井から降る哀しい音』『そうかもしれない』
- 石塚友二『松風』
- 獅子文六『娘と私』
- 井上靖『わが母の記』『しろばんば』『夏草冬濤』『北の海』
- 藤枝静男『欣求浄土』『田紳有楽』
- 大岡昇平『萌野』
- 中村光夫『グロテスク』
- 野口冨士男『なぎの葉考』『しあわせ』
- 田宮虎彦『足摺岬』
- 小山清『落穂拾い』
- 八木義徳『私のソーニャ』『風祭』
- 檀一雄『リツ子、その愛・その死』『火宅の人』
- 島村利正『奈良登大路町』『妙高の秋』
- 田中英光『オリンポスの果実』『さようなら』
- 青山光二『吾妹子哀し』
- 北条民雄『いのちの初夜』
- 梅崎春生『桜島』
- 直井潔『清流』
- 結城信一『空の細道』
- 島尾敏雄『出発は遂に訪れず』『死の棘』
- 小沼丹『黒と白の猫』
- 水上勉『寺泊』
- 近藤啓太郎『微笑』
- 安岡章太郎『ガラスの靴』『幕が下りてから』
- 古山高麗雄『妻の部屋』
- 萩原葉子『蕁麻の庭』3部作
- 庄野潤三『絵合せ』『ピアノの音』
- 吉行淳之介『闇の中の祝祭』
- 中野孝次『麦熟るる日に』
- 三島由紀夫『仮面の告白』『椅子』『荒野より』『蘭陵王』『独楽』[注釈 1]
- 山口瞳『血族』
- 吉村昭『冷い夏、熱い夏』
- 小川国夫『アポロンの島』
- 色川武大『生家へ』『百』
- 三浦哲郎『母一夜』
- 高井有一『北の河』『少年たちの戦場』
- 阿部昭『司令の休暇』
- 大江健三郎『新しい人よ眼ざめよ』
- 青野聰『母よ』
- 車谷長吉『塩壺の匙』『赤目四十八瀧心中未遂』
- 中上健次『化粧』『熊野集』
- 津島佑子『光の領分』『真昼へ』
- 立松和平『蜜月』
- 村上龍『限りなく透明に近いブルー』
- 胡桃沢耕史『黒パン俘虜記』
- 笙野頼子『なにもしてない』『居場所もなかった』
- 山田詠美『ベッドタイムアイズ』
- 勝目梓『小説家』
- 佐伯一麦『木の一族』『鉄塔家族』『ノルゲ』
- リリー・フランキー『東京タワー 〜オカンとボクと、時々、オトン〜』
- 西村賢太『どうで死ぬ身の一踊り』『小銭をかぞえる』『苦役列車』
- 柳美里『石に泳ぐ魚』『命』4部作
- 団鬼六『不貞の季節』
- 岡田睦『明日なき身』
- 又吉直樹『火花』
- 村田沙耶香『コンビニ人間』
- 小保方晴子『あの日』
- 小林元喜『さよなら、野口健』